# Bolschoi-Ballett

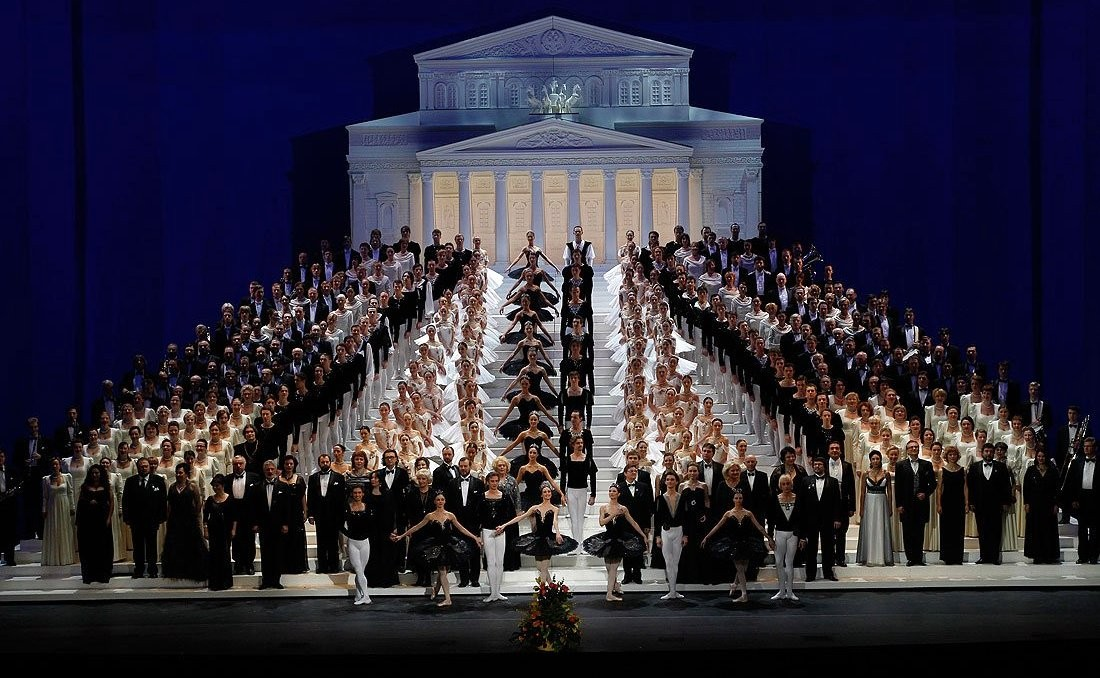
Das Bolschoi-Ballett

Das Bolschoi-Ballett ist eine russische Ballettkompanie, die am Bolschoi-Theater in Moskau beheimatet ist. Mit mehr als 200 Tänzern bildet es die größte Ballett-Truppe der Welt.

## Die Zarenzeit
Das Bolschoi-Ballett ging aus einer 1773 gegründeten Tanzschule eines Moskauer Waisenhauses hervor. Das Jahr 1776 gilt als das Gründungsjahr der Kompanie. Am 28. März 1776 erlaubte Kaiserin Katharina die Große dem russischen Fürsten Ussurow das Privileg, Vorführungen, Bälle und Maskeraden zu veranstalten und eine Theatertruppe zusammenzustellen. Sie lieferte Tänzer für das 1780 gegründete Petrowski-Theater und nach dessen Brand 1805 übergangsweise für das Arbat Theater.
Am 19. Januar 1825 öffnete das neue Bolschoi-Theater seine Pforten. Das Bolschoi-Ballett stand immer in Konkurrenz zum Mariinski-Ballett, während der Sowjetzeit Kirow-Ballett, aus Sankt Petersburg und setzte stärker als dieses die nationalrussische Balletttradition fort. 1850 zählte die Kompanie bereits 155 Tänzer. Nicht zuletzt wegen der standardisierten Choreographie des Bolschoi-Balletts verlief die Uraufführung des später weltberühmten Balletts Schwanensee im Jahr 1877 wenig glücklich. Um 1900 reformierte Alexander Gorski den Ballettstil, was ihm später den Ruf eines Vorkämpfers der Revolution einbrachte.

## Sowjetisches Ballett
Nach der Oktoberrevolution 1917 strukturierte Gorski, unterstützt vom Volkskommissar für Bildung Lunatscharski, die Ballettkompanie um. Aus dem bisher dreijährigen Ballettstudium wurde ein zunächst sieben-, 1934 ein zehnjähriges. Virtuosität und dramatische Ausdruckskraft konnten erheblich gesteigert werden, so dass sich das Bolschoi-Ballett bereits in den 1920er Jahren einen ausgezeichneten Ruf erwarb.
Nach Gorski leiteten ab 1924 Rostislaw Sacharow und Leonid Lawrowski  das Ballett. 1954 absolvierte es in London sein erstes Gastspiel im Westen, 1958 das erste Gastspiel in der Bundesrepublik Deutschland. Zahlreiche Ballette wurden vom Bolschoi-Ballett zur Uraufführung gebracht.
Unter der Leitung von Juri Grigorowitsch ab 1964 gewann die Truppe, auch international, weiter an Bedeutung. Hier tanzten unter anderen Galina Sergejewna Ulanowa, Alexander Godunow, Nina Ananiashvili und Maja Michailowna Plissezkaja. Der spektakulärste Erfolg war 1968 die Uraufführung des Balletts Spartacus. Danach wandte sich Grigorowitsch stärker dem klassischen Ballett zu mit neuer Betonung der tänzerischen Elemente. Im Kremlpalast fanden regelmäßige Auftritte statt.

## Postsowjetische Zeit
1995 gab Grigorowitsch die Leitung des Bolschoi-Balletts ab. Sein Nachfolger wurde der Tänzer Wladimir Wassilew. 1998 übernahm Alexei Fadejetschew die künstlerische Leitung, 2000 Boris Akimow und 2004 Alexei Ratmanski. Die Neuinszenierung des Drambalet Die Flammen von Paris, eines Revolutionsballets aus dem Jahre 1932 von Wassili Wainonen 2011 war ein großer Erfolg. Im Mai 2011 gastierte das Ballet in Paris mit dieser Aufführung im Palais Garnier der Oper. 2011 wurde die Bühne nach sechs Jahren Totalsanierung neu eröffnet. Im selben Jahr wurde Sergei Filin zum künstlerischen Leiter des Bolschoi-Balletts berufen, der am 17. Januar 2013 von einem unbekannten Maskierten vor seiner Moskauer Wohnung durch einen Säureanschlag schwer an Kopf, Hals und Augen verletzt wurde. Die frühere Primaballerina Galina Stepanenko, Filins Ex-Frau, leitete vertretungsweise die Truppe. Filin selbst wurde im Universitätsklinikum Aachen behandelt. Anfang März 2013 gab die Moskauer Polizei bekannt, die Täter festgenommen zu haben. Der mutmaßliche Hintermann der Attacke sei der Bolschoi-Solotänzer Pawel Dmitritschenko und der 35-jährige Juri Saruzki der Angreifer.
Zum neuen Ballettchef wurde 2015 der Startänzer Machar Wasijew berufen, der damit die Nachfolge von Sergej Filin antritt, dessen Vertrag im März 2016 auslief.

## Film
- Bolschoi-Ballett, britischer Dokumentarfilm von Paul Czinner, 100 Minuten.
- Tanz am Bolshoi. Das Comeback der Moskauer Balletttruppe. Dokumentarfilm, Deutschland, 2009, 30 Min., Buch und Regie: Reiner Penzholz, Produktion: Eurokick, 3sat, ZDF, Erstausstrahlung: 22. August 2010 in 3sat, Inhaltsangabe von ARD.